# Polyplax vicina
Polyplax vicina är en insektsart som beskrevs av Blagoveshtchensky 1972. Polyplax vicina ingår i släktet Polyplax och familjen ledlöss. Inga underarter finns listade i Catalogue of Life.